# برونو اشلاینشتاین
برونو اشلاینشتاین ((به آلمانی: Bruno Schleinstein)؛ ۲ ژوئن ۱۹۳۲ – ۱۱ اوت ۲۰۱۰) یک هنرپیشه، موسیقی‌دان و نقاش اهل آلمان بود. وی بین سال‌های ۱۹۷۴ تا ۱۹۷۷ میلادی فعالیت می‌کرد. از فیلم‌ها یا برنامه‌های تلویزیونی که وی در آن نقش داشته است می‌توان به معمای کاسپار هاوزر و اشتروشک هر دو اثر ورنر هرتسوک اشاره کرد.